# Esperanza (metrostation)
Esperanza is een metrostation in het stadsdeel Hortaleza van de Spaanse hoofdstad Madrid. Het station werd geopend op 4 januari 1979 en wordt bediend door lijn 4 van de metro van Madrid.
Manu Chao gaf de naam Próxima Estación: Esperanza aan een album uit 2001 nadat hij de deze melding in de metro zag. Hij werd getroffen door de symboliek van: "De volgende stop is hoop".